# Petroesjka

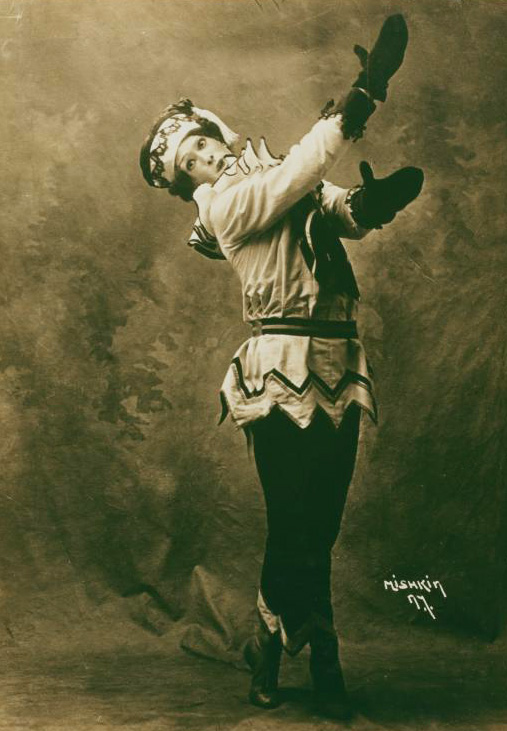
Vaslav Nijinsky in de rol van Petroesjka

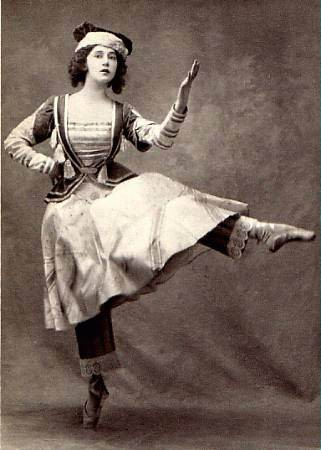
Tamara Karsavina in de rol van de Ballerina

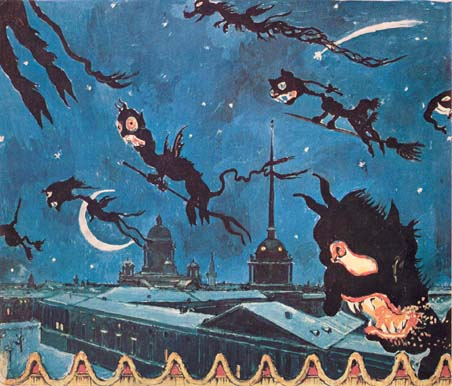
Sint-Petersburg bij nacht, doek voor het balletstuk ontworpen door Alexandre Benois

Petroesjka (Frans: Pétrouchka; Russisch: Петрушка) is een ballet in vier bedrijven. Het Ballets Russes bracht het stuk in première op 13 juni 1911 in het Théatre du Châtelet te Parijs. Het libretto werd geschreven door Igor Stravinsky en Alexandre Benois. Zij baseerden zich op een origineel idee van Stravinsky en Russische folklore. De oorspronkelijke choreografie is van Michel Fokine op muziek die Stravinsky (W18) componeerde.
Het ballet gaat over een traditionele Russische pop, die van stro is gemaakt en met zaagsel is gevuld, maar die tot leven komt en in staat is tot liefhebben. Dit verhaal lijkt in bepaalde opzichten op dat van Pinocchio. Volgens critici is Petroesjka een Gesamtkunstwerk (een begrip van Richard Wagner), waarin muziek, ballet, choreografie en geschiedenis uitgebalanceerd zijn.

## Verhaal
Eerste bedrijf: Het stuk opent op een markt in Sint-Petersburg. De mensen vieren feest voordat de vastentijd begint. Dit feest, Maslenitsa, is een Russisch carnavalsfeest waar de lente wordt gevierd. Het is druk op de markt. Een orgelman en dansend meisje vermaken de menigte. Trommelaars kondigen de verschijning van de Oude Tovenaar aan, die het geboeide publiek charmeert. Plots gaat het doek van een klein theater open en de Tovenaar stelt drie levenloze poppen aan het publiek voor: Petroesjka, de Ballerina en de Moor. De Tovenaar spreekt een spreuk uit met zijn fluit. De poppen komen tot leven, springen van het toneel en beginnen een wilde Russische dans tussen het publiek.
Tweede bedrijf: Na de dans verplaatst het stuk zich naar de kamer van Petroesjka. De muren zijn donker geverfd en met zwarte sterren en een halve maan gedecoreerd. Met een harde klap gooit de Tovenaar Petroesjka in zijn kamer. Petroesjka leidt een ongelukkig leven achter het doek. Hoewel Petroesjka een pop is, voelt hij menselijke emoties. Hij is verbitterd tegenover de Tovenaar voor zijn gevangenschap, maar ook vanwege zijn onvervulde liefde voor de Ballerina. Een fronsend portret van de Tovenaar hangt aan de muur om Petroesjka er aan te herinneren dat hij slechts een pop is. Dit maakt hem kwaad en hij balt zijn vuisten bij de blik op dit portret. Hij tracht te ontsnappen uit zijn kamer, maar dat lukt niet.
De Ballerina komt binnen in de kamer van Petroesjka. Petroesjka wil zijn liefde betuigen. Hij oefent atletische sprongen om haar te imponeren en haar gunst te winnen. De Ballerina is echter niet van zijn avances gediend. De Tovenaar behandelt Petroesjka wreed en ze richt haar aandacht op de meer prestigieuze Moor. Petroesjka's gevoelige aard knapt.
Derde bedrijf: De kamer van de Moor. De Moor heeft een comfortabeler "leven" dan Petroesjka. Zijn kamer is groter, rijkelijk versierd en in fel rode, groene en blauwe kleuren geschilderd. Konijntjes, palmbomen en exotische bloemen smukken het geheel op. De Moor ligt lui op een bank en speelt met een kokosnoot. Hij probeert deze te klieven met zijn kromzwaard. Als hij daar niet in slaagt, bedenkt hij dat de kokosnoot wel God moet zijn en hij gaat aan het bidden. Dit verraadt zijn naïeve en goedgelovige aard.
De Tovenaar plaatst de Ballerina bij de Moor in diens kamer. Ze valt voor zijn weelde en attractieve uiterlijk. De Ballerina speelt een smeuïg liedje op een speelgoedtrompet en begint met de Moor te dansen. Petroesjka weet uiteindelijk uit zijn kamer te ontsnappen. De Tovenaar brengt hem naar de kamer van de Moor om de dans tussen de Moor en de Ballerina te verstoren. Petroesjka valt de Moor aan, maar beseft dat hij te klein en te zwak is. De Moor verslaat hem. Petroesjka rent voor zijn leven, maar de Moor gaat erachteraan.
Vierde bedrijf: Het is avond bij het carnaval. Een reeks ongerelateerde personages komt het toneel op en brengt enkele dansen. De eerste is de Dans van de Minnen, op de melodie van het volksliedje Onder de tsaar Peter Straat. Dan volgen een boer met dansende beer, zigeuners, koetsiers, paardenmenners en gemaskerde lieden. Als het feest in volle gang is, klinkt een kreet uit het poppentheater. Petroesjka rent het toneel op, achtervolgd door de Moor. De menigte is angstig wanneer de Moor Petroesjka inhaalt en hem neerslaat met zijn kromzwaard.
De politie verschijnt en ondervraagt de Oude Tovenaar. Die probeert kalmte terug te brengen door het zaagsel uit het lijf van Petroesjka te schudden, om iedereen er aan te herinneren dat het slechts een pop was. De nacht valt en de menigte gaat naar huis. Ook de Tovenaar vertrekt, met in zijn hand het slappe lijf van Petroesjka. Maar dan verschijnt de geest van Petroesjka op het dak van het kleine poppentheater. Hij laat een woedende protestkreet weerklinken. De Oude Tovenaar is geschrokken van de geestverschijning. Hij vlucht en laat het publiek in twijfel achter over wie er "echt" was en wie niet.

## Personages
De volgende personages zijn van belang in Petroesjka:
- Petroesjka - Een figuur uit het Russisch poppentheater, verwant aan Pierrot, Jan Klaassen, Pulcinella en Harlekijn. Zijn rol is die van 'de man met tegenslag' en de verliezende partij in driehoeksverhoudingen. Ook deze Petroesjka is hopeloos verliefd, maar in tegenstelling tot de andere poppen heeft hij een ziel. Hij is een gevoelig man met een onaantrekkelijk lichaam, geplaagd door het feit dat zijn geliefde iemand dom maar glamoureus verkiest. Petroesjka gaat de strijd aan met zijn poppenmeester en probeert zichzelf uit te drukken.
- De Ballerina - Een tweede pop en het voorwerp van Petroesjka's affectie. Zij is echter ijdel en verkiest de glamoureuze Moor.
- De Moor - Een derde pop. De Moor is naïef en goedgelovig, maar heeft een luxueus leven. Hij is Petroesjka's liefdesrivaal.
- De Oude Tovenaar - Een poppenspeler die het drama tussen Petroesjka, de Ballerina en de Moor regisseert. Hij wordt ook wel de Charlatan genoemd.

## Choreografie
De originele choreografie voor Petroesjka is van Michel Fokine. Het is een complex werk met meer dan vijftig personages die voornamelijk acteren. Fokine gebruikte passen en technieken uit de klassieke dans om nieuwe ideeën uit te drukken, tegen romantisch en klassiek ballet in. Het was zijn overtuiging dat het centrale drama voor het publiek duidelijk moet zijn zonder verwijzing naar een programmaboekje. Dit maakt dat Petroesjka dichter bij het drama ligt dan toen voor gedanst muziektheater gangbaar was.
Een opmerkelijke innovatie is de groepsmime bij de kermisscènes. Ondanks zulke vernieuwingen heeft Petroesjka nog heel wat gemeen met klassiek ballet. De divertissements van dansen waarmee het vierde bedrijf begint is hier een voorbeeld van. Fokine schreef de rol van Petroesjka speciaal voor Vaslav Nijinsky, die gekend staat om zijn atletische sprongen. Het is dan ook geen toeval dat Petroesjka in het tweede bedrijf de Ballerina tracht te imponeren met dergelijk hoogtewerk. Nijinsky's interpretatie van de rol werd algemeen geprezen.
Tegen een meerderheid van de critici in nuanceerde choreograaf Serge Lifar de lof op het stuk. Hoewel hij in Petroesjka een van de beste creaties van de Ballets Russes ziet, noemt Lifar de rol van de choreografie verwaarloosbaar. Lifar verwijst hiervoor naar het 'primitieve' karakter van de pantomime en het gebrek aan verrassende elementen in de dans.

## Muziek
Stravinsky schreef de muziek voor Petroesjka in de winter van 1910-1911 voor Sergej Diaghilevs Ballets Russes. Het werk wordt gekarakteriseerd door het zogeheten Petroesjka-akkoord. Dit bestaat uit de combinatie van C-groot en Fis-groot drieklanken die gelijktijdig worden gespeeld. Deze polytonale techniek doet dienst als leidmotief voor de verschijning van het hoofdpersonage. De orkestratie en de snel wisselende ritmes van de ouverture suggereren de drukte van de kermis.
De première vond plaats onder leiding van dirigent Pierre Monteux. Hoewel de productie een succes was, hadden diverse critici moeite met het stuk vanwege de broosheid, bijtendheid, en groteskheid. Toen Diaghilev en zijn gezelschap in 1913 naar Wenen reisden, weigerden de Wiener Philharmoniker aanvankelijk het stuk te spelen. Nochtans was Stravinsky muzikaal innovatief. De compositie heeft waarde op zichzelf en kan net als die voor De Vuurvogel beluisterd worden los van de actie. Dit is opmerkelijk omdat balletmuziek in die tijd vaak niet meer was dan begeleiding bij de dans.

### Alternatieve versies
In 1921 bewerkte Stravinsky het stuk voor piano voor Arthur Rubinstein, onder de titel Trois mouvements de Petrouchka. In 1947 schreef hij een gereviseerde versie van het origineel voor een kleiner orkest. De componist hoopte zo toch te profiteren van de populariteit van het werk, aangezien op de originele versie geen copyright zat. In de nieuwe versie verplichtte Stravinsky de roffels die de scènes met elkaar verbinden. Een andere aanpassing is dat de melodie van de Ballerina door een trompet in plaats van een kornet gespeeld wordt. Ook heeft de versie uit 1947 een fortissimo in het einde van de pianoafsluiting. Stravinsky maakte nog een suite voor concertante uitvoeringen waarin de laatste drie delen zijn weggelaten: het gevecht met de Moor, de dood van Petroesjka en de geestverschijning.
In 1956 verscheen een animatiefilm van het stuk als deel van NBC's Sol Hurok Music Hour. De muziek bij deze film werd door Stravinsky zelf gedirigeerd en was de eerste van een dergelijke samenwerking tussen animator en componist. Onder leiding van animator John David Wilson van Fine Arts Films was het tevens de eerste op televisie uitgezonden animatiefilm ter wereld.

### Instrumentatie
De originele versie uit 1911 bevat 4 fluiten (de 3e en 4e ook piccolo), 4 hobo's (de 4e ook Engelse hoorn ofwel althobo), 3 klarinetten in Bes, basklarinet in Bes (ook 4e klarinet), 4 fagotten, contrafagot (ook 4e fagot), 4 hoorns in F, 2 trompeten in Bes (vaak ook piccolotrompet), 2 kornetten in Bes en A, 3 trombones, tuba, pauken, grote trom, bekkens, 2 snaredrums (een offstage), 2 tamboerijnen (een offstage), triangel, tamtam, klokkenspel, xylofoon, piano, celesta (quatre-mains), 2 harpen en strijkers.
Stravinsky's versie uit 1947 is voor een kleiner orkest georkestreerd: 3 fluiten (de 3e ook piccolo), 2 hobo's, Engelse hoorn (althobo), 3 klarinetten in Bes (3e ook basklarinet in Bes), 2 fagotten, contrafagot, 4 hoorns in F, 3 trompetten in Bes en C, 3 trombones, tuba, pauken, grote trom, bekkens, snaredrum, tamboerijn, triangel, tamtam, xylofoon, piano, celesta, harp en strijkers.

### Gedeeltelijke discografie
- Ferenc Fricsay dirigeert het RIAS Symphony Orchestra, live-uitvoering uit 1953, Deutsche Grammophon, (1947 concert suite uit 1947) (mono)
- Ernest Ansermet dirigeert het Orchestre de la Suisse Romande, studio-opname uit 1957, Decca
- Pierre Monteux dirigeert het Boston Symphony Orchestra, studio-opname uit 1959, RCA (versie van 1911)
- Igor Stravinsky dirigeert het Columbia Symphony Orchestra, studio-opname uit 1961, Sony (versie van 1947)
- Karel Ančerl dirigeert het Czech Philharmonic Orchestra, studio-opname uit 1962, Supraphon (versie van 1947)
- Antal Doráti dirigeert het Minneapolis Symphony Orchestra, studio-opname uit 1962, Mercury (versie van 1947)
- Leonard Bernstein dirigeert het New York Philharmonic, studio-opname uit 1969, Sony Classical (versie van 1947) (de cd-editie vermeldt dat het de versie van 1911 is)
- Pierre Boulez dirigeert het New York Philharmonic, studio-opname uit 1971, Sony
- Kiril Kondrashin dirigeert het Concertgebouworkest, live-uitvoering uit 1973, Philips (versie van 1947)
- Sir Colin Davis dirigeert het Concertgebouworkest, studio-opname uit 1977, Philips (versie van 1947)
- Claudio Abbado dirigeert het London Symphony Orchestra, studio-opname uit 1980, Deutsche Grammophon
- Bernard Haitink dirigeert het London Philharmonic Orchestra, opname uit 1973, Philips (versie van 1911)
- Shura Cherkassky op piano, opname uit 1985, Nimbus Records

## Kostuums en decor
De sets en kostuums voor de originele productie van Petroesjka werden ontworpen door Russisch kunstenaar en theaterontwerper Alexandre Benois. De decors voor het ballet behoren tot zijn bekendste werk. Benois zorgde voor een scherp contrast tussen de achtergrond voor het tweede en derde bedrijf. De kamer van Petroesjka heeft donkere muren die versierd zijn met sterren en een halve maan. De kamer van de Moor is daarentegen rijkelijk versierd en heeft fel rode, groene en blauwe kleuren. Naast deze twee kamers zijn er de achtergronden voor de kermis in het eerste en laatste bedrijf. Deze leunen dichter aan bij het historiserend setontwerp dat Benois' oeuvre typeert.
Benois zorgde ook voor een contrast tussen de kostumering van de drie poppen. Petroesjka's outfit is in rood en geel. Het onhandige kostuum van de Moor is blauw, groen en zilver. De Ballerina is uitgedost in kastanjebruin en roze.

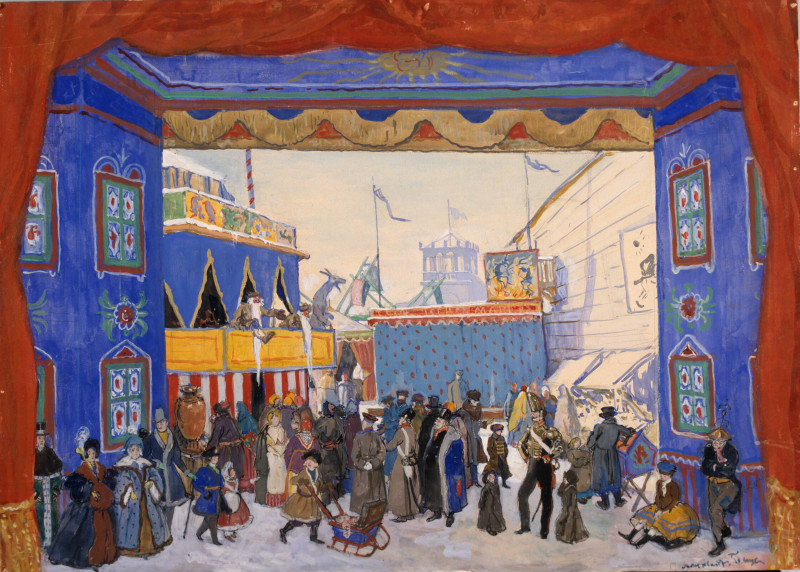
De mensenmassa op de kermis (eerste bedrijf)
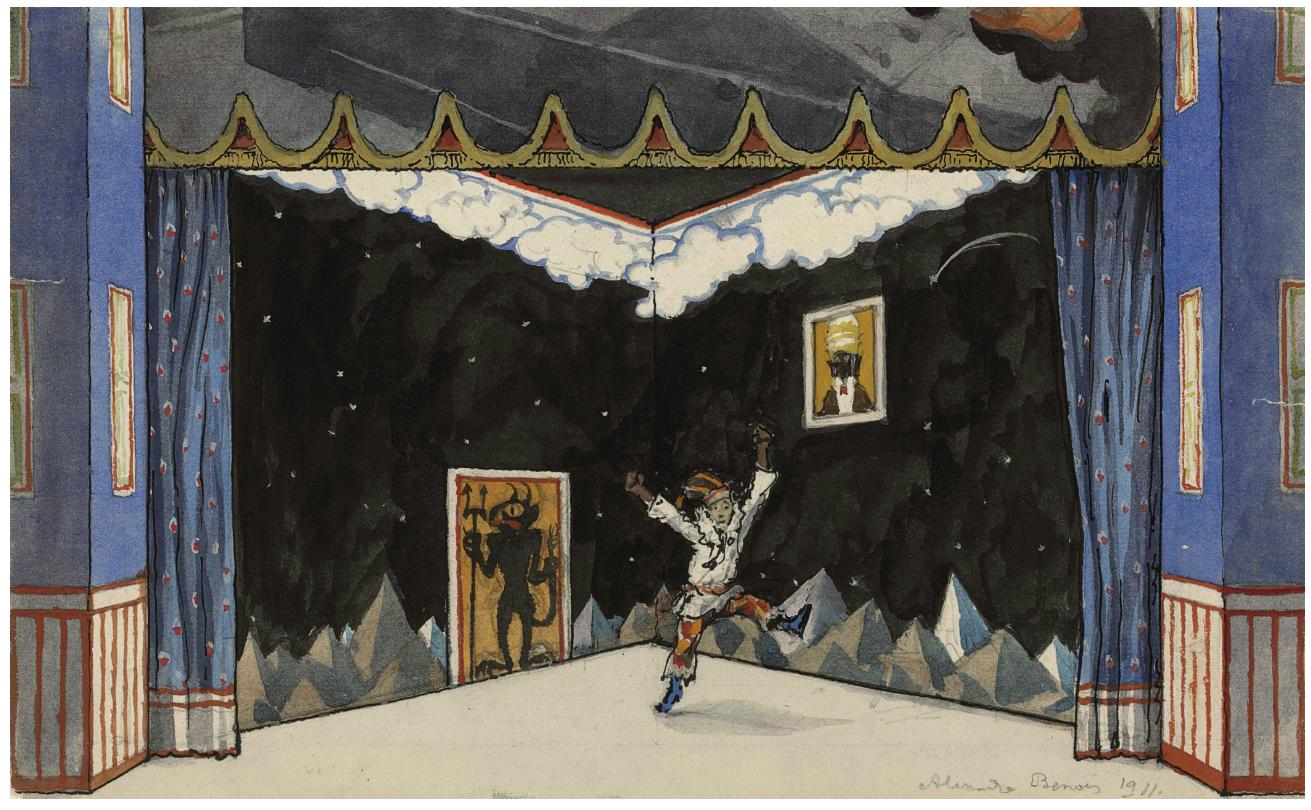
Petroesjka in zijn sombere kamer (tweede bedrijf)
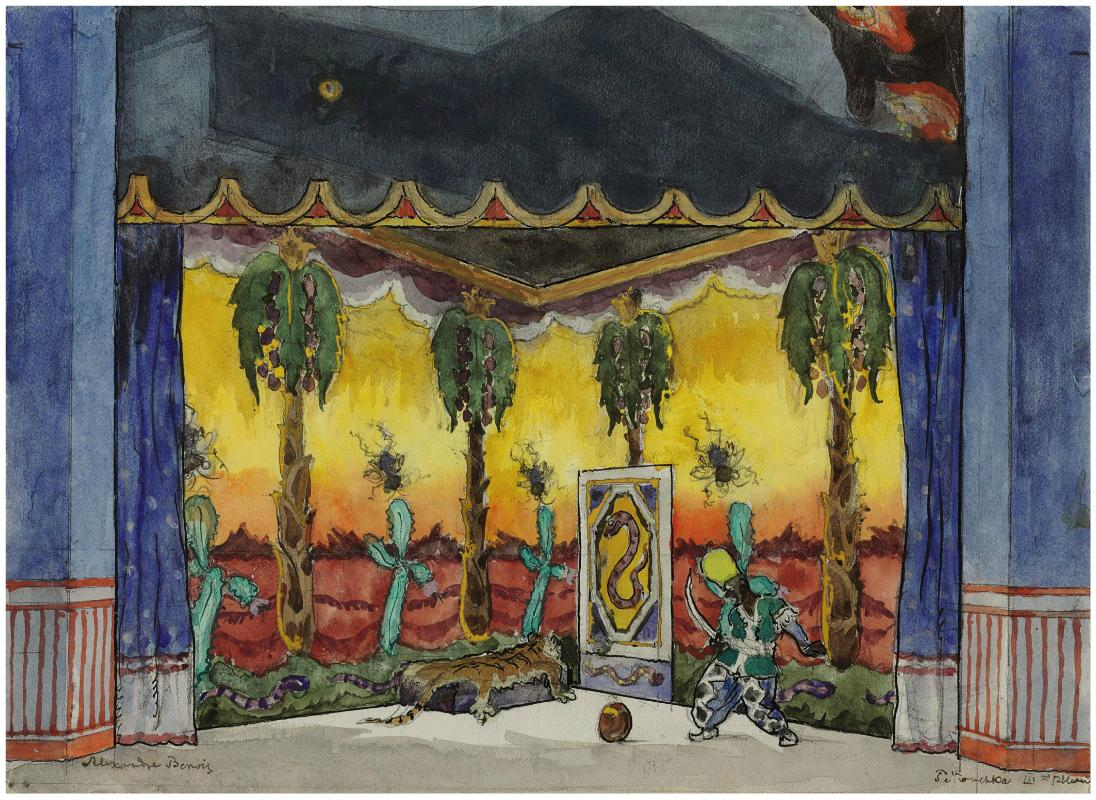
De Moor in zijn kleurrijke kamer (derde bedrijf)

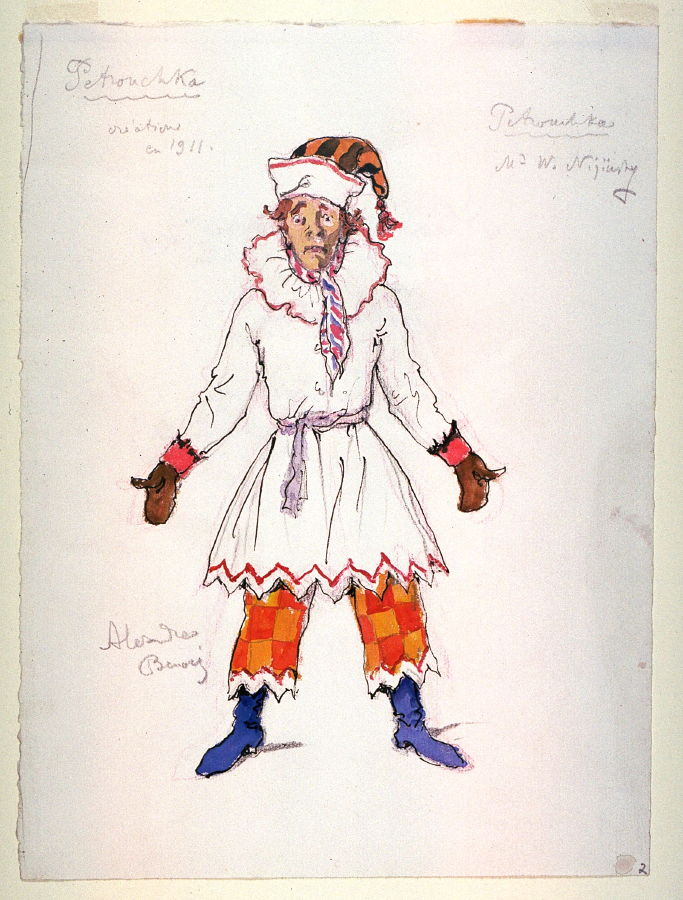
Kostuum voor Petroesjka
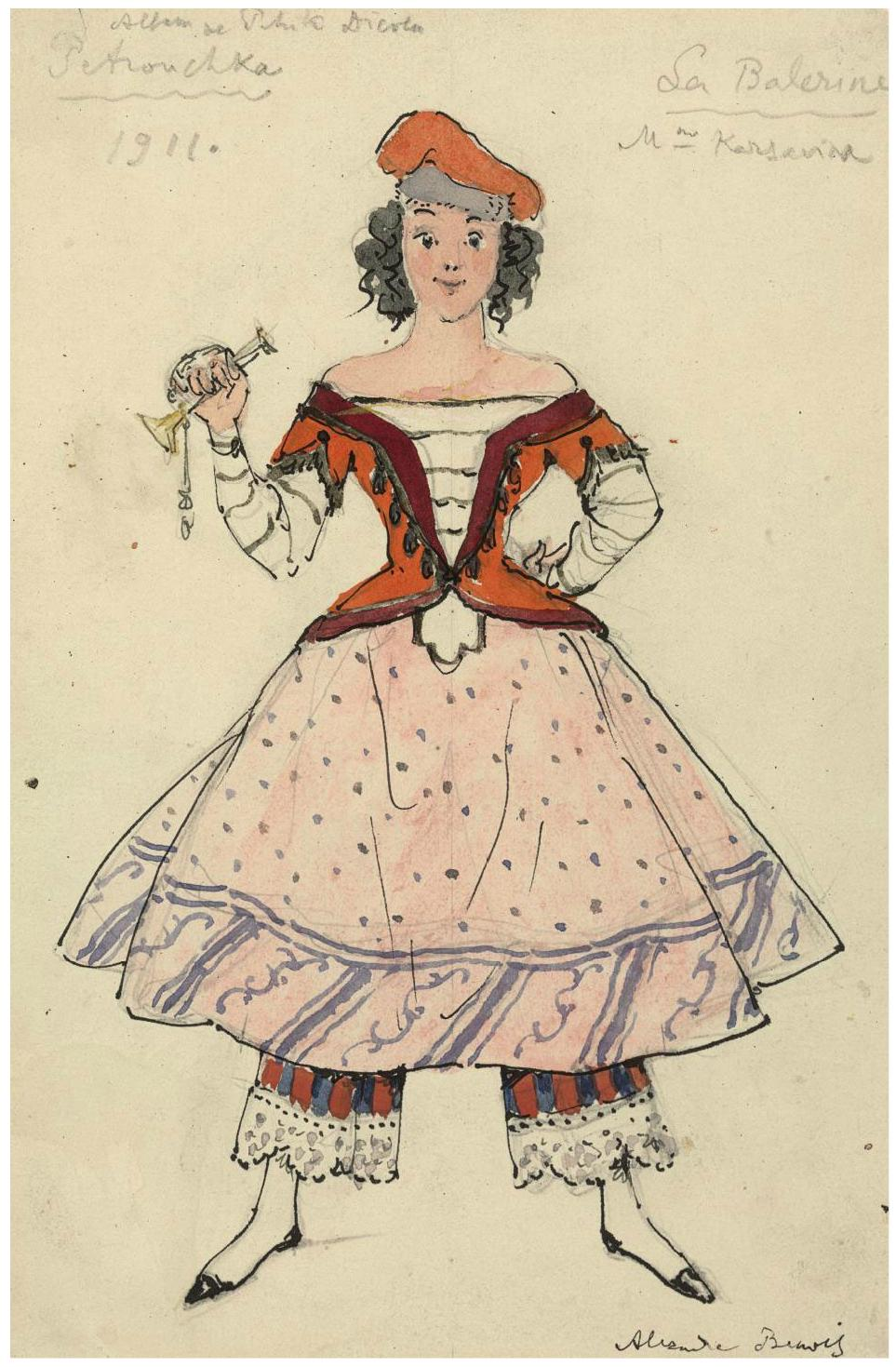
Kostuum voor de Ballerina
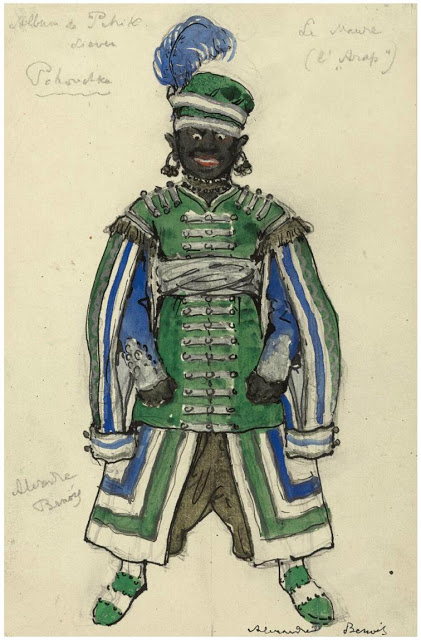
Kostuum voor de Moor
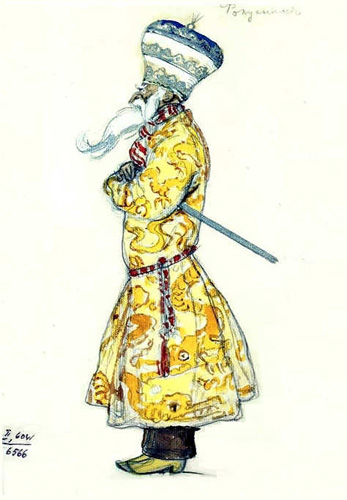
Kostuum voor de Oude Tovenaar

## Producties
Componist Igor Stravinsky kwam met het originele idee voor Petroesjka. Hij beoogde de muzikale uitdrukking van een strijd tussen een marionet en een orkest. De marionet zou op het einde verslagen worden door een immense uitbarsting van geluid. Sergej Diaghilev, directeur van het balletgezelschap Ballets Russes, zag potentieel voor een ballet. Het libretto werd geschreven door Stravinsky en setontwerper Alexandre Benois. Waarschijnlijk leverde ook Diaghilev zelf bijdragen aan het verhaal. Officieel bleef zijn creatieve rol echter beperkt tot de belichting. Petroesjka ging in première in het Théâtre du Châtelet, Parijs, in 1911. Vaslav Nijinsky vertolkte de rol van Petroesjka. Tamara Karsavina was te zien als de Ballerina, Alexander Orlov danste als de Moor en Enrico Cecchetti had de rol van de Tovenaar.
Het ballet werd door critici geprezen als een van de beste voorbeelden van een Gesamtkunstwerk. Arnold Haskell had het over "het perfecte dansdrama" terwijl Cyril Beaumont het samenspel tussen muziek, choreografie, setting en kostuums omschreef als onberispelijk. Ook George Borodin zag in Petroesjka het hoogtepunt van Michel Fokines carrière. Een alternatieve stem is die van choreograaf Serge Lifar. Hij hekelde het samenspel van de kunsten als een uitkomst Sergej Diaghilevs hang naar "een schilderij van beweging".
Het Ballet Russe de Monte Carlo voerde Petroesjka op in de jaren 1930. Yurek Shabelevsky nam de rol van Petroesjka, Irina Baronova was de Ballerina en David Lichine danste als de Moor. Léonide Massine verzorgde in 1950 een productie voor The London Festival Ballet. Hij danste zelf de titelrol. Yvette Chauviré was toen te zien als de Ballerina.